# Olanuten
Olanuten är en bergstopp i Antarktis. Den ligger i Östantarktis. Norge gör anspråk på området. Toppen på Olanuten är 1 000 meter över havet, eller 173 meter över den omgivande terrängen. Bredden vid basen är 2,7 km.
Terrängen runt Olanuten är kuperad åt nordost, men åt sydväst är den platt. Trakten är obefolkad. Det finns inga samhällen i närheten.